# Оскарсгамн (комуна)
Комуна Оскарсгамн (швед. Oskarshamns kommun) — адміністративно-територіальна одиниця місцевого самоврядування, що розташована в лені Кальмар на східному узбережжі південної Швеції.
Оскарсгамн 107-а за величиною території комуна Швеції. 
Адміністративний центр комуни — місто Оскарсгамн.

## Населення
Населення становить 26 190 чоловік (станом на вересень 2012 року). 
| Кількість населення комуни Оскарсгамн за 1970-2010 роки | Кількість населення комуни Оскарсгамн за 1970-2010 роки | Кількість населення комуни Оскарсгамн за 1970-2010 роки | Кількість населення комуни Оскарсгамн за 1970-2010 роки | Кількість населення комуни Оскарсгамн за 1970-2010 роки |
| ------------------------------------------------------- | ------------------------------------------------------- | ------------------------------------------------------- | ------------------------------------------------------- | ------------------------------------------------------- |
| Рік                                                     |                                                         |                                                         | Населення                                               |                                                         |
| 1970                                                    | 1970                                                    |                                                         | 25 747                                                  | 25 747                                                  |
| 1975                                                    | 1975                                                    |                                                         | 28 007                                                  | 28 007                                                  |
| 1980                                                    | 1980                                                    |                                                         | 28 037                                                  | 28 037                                                  |
| 1985                                                    | 1985                                                    |                                                         | 27 605                                                  | 27 605                                                  |
| 1990                                                    | 1990                                                    |                                                         | 27 271                                                  | 27 271                                                  |
| 1995                                                    | 1995                                                    |                                                         | 27 211                                                  | 27 211                                                  |
| 2000                                                    | 2000                                                    |                                                         | 26 349                                                  | 26 349                                                  |
| 2005                                                    | 2005                                                    |                                                         | 26 247                                                  | 26 247                                                  |
| 2010                                                    | 2010                                                    |                                                         | 26 163                                                  | 26 163                                                  |
| Джерело: SCB                                            |                                                         |                                                         |                                                         |                                                         |

## Населені пункти
Комуні підпорядковано 9 міських поселень (tätort):
- Оскарсгамн (Oskarshamn)
- Поскаллавік (Påskallavik)
- Крістдала (Kristdala)
- Фігегольм (Figeholm)
- Форбу (Fårbo)
- Мисінгсе (Mysingsö)
- Емфорс (Emsfors)
- Бокара (Bockara)
- Сальтвік (Saltvik)

## Галерея

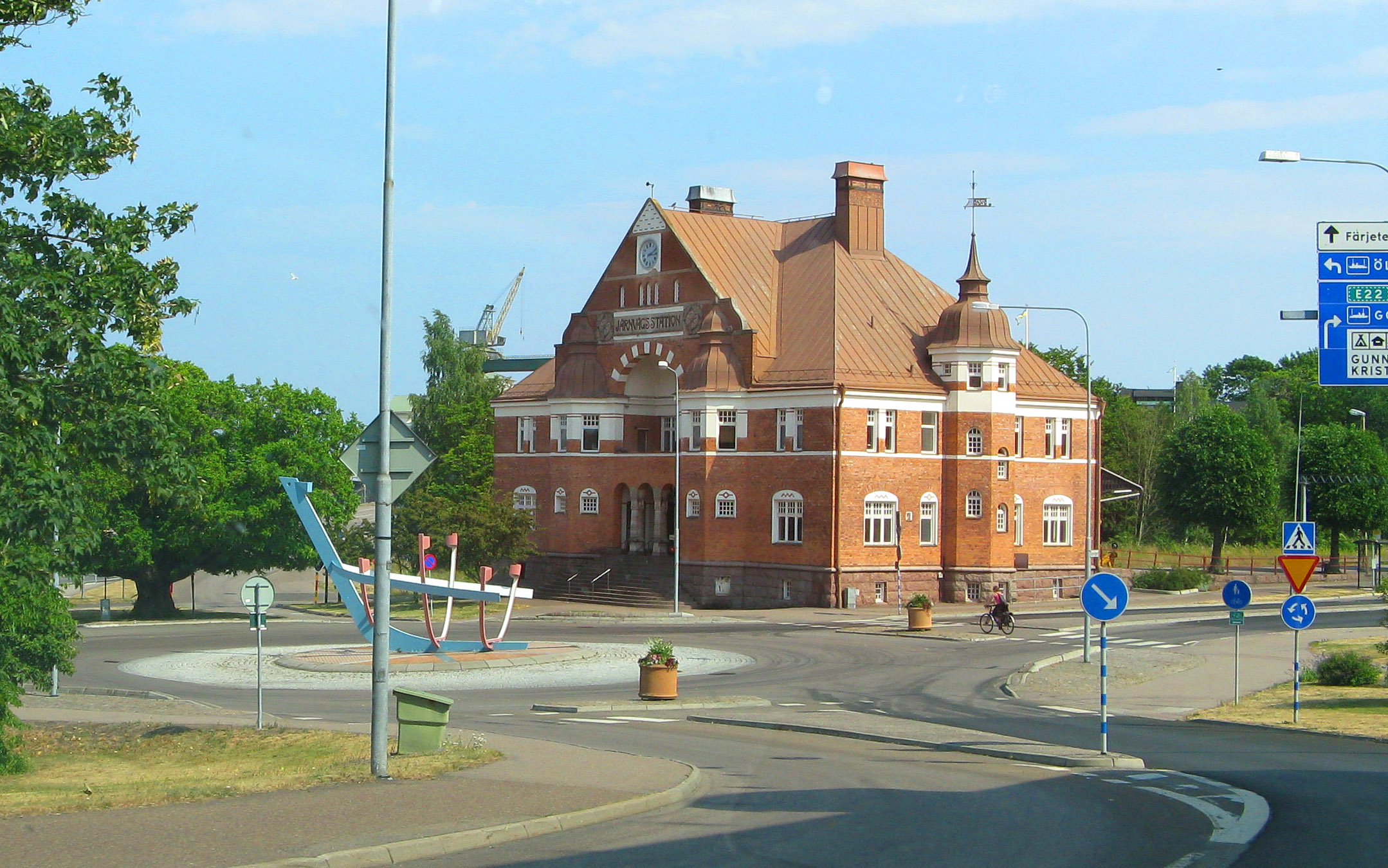
Залізнична станція (Оскарсгамн)
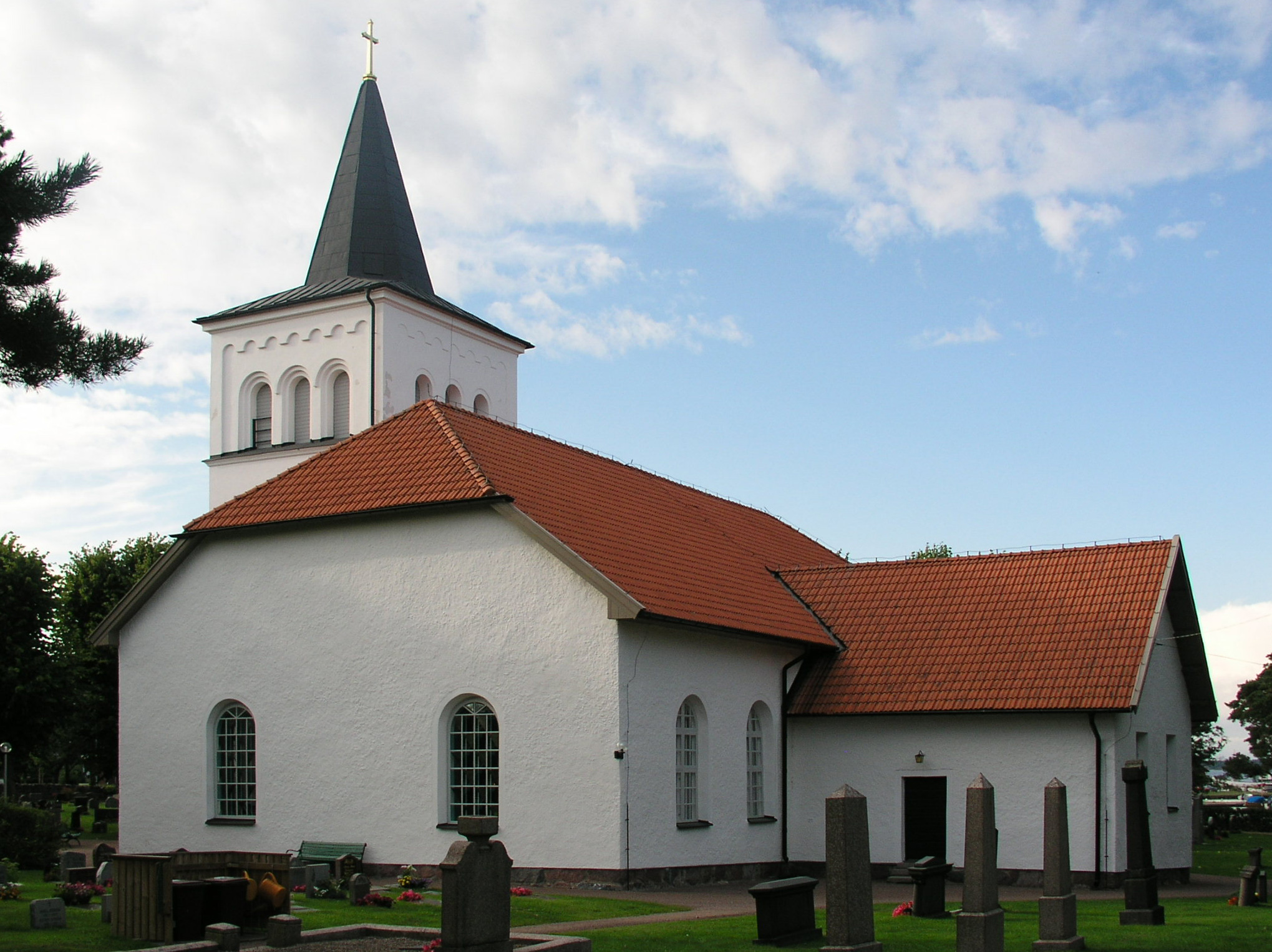
Церква (Поскаллавік)
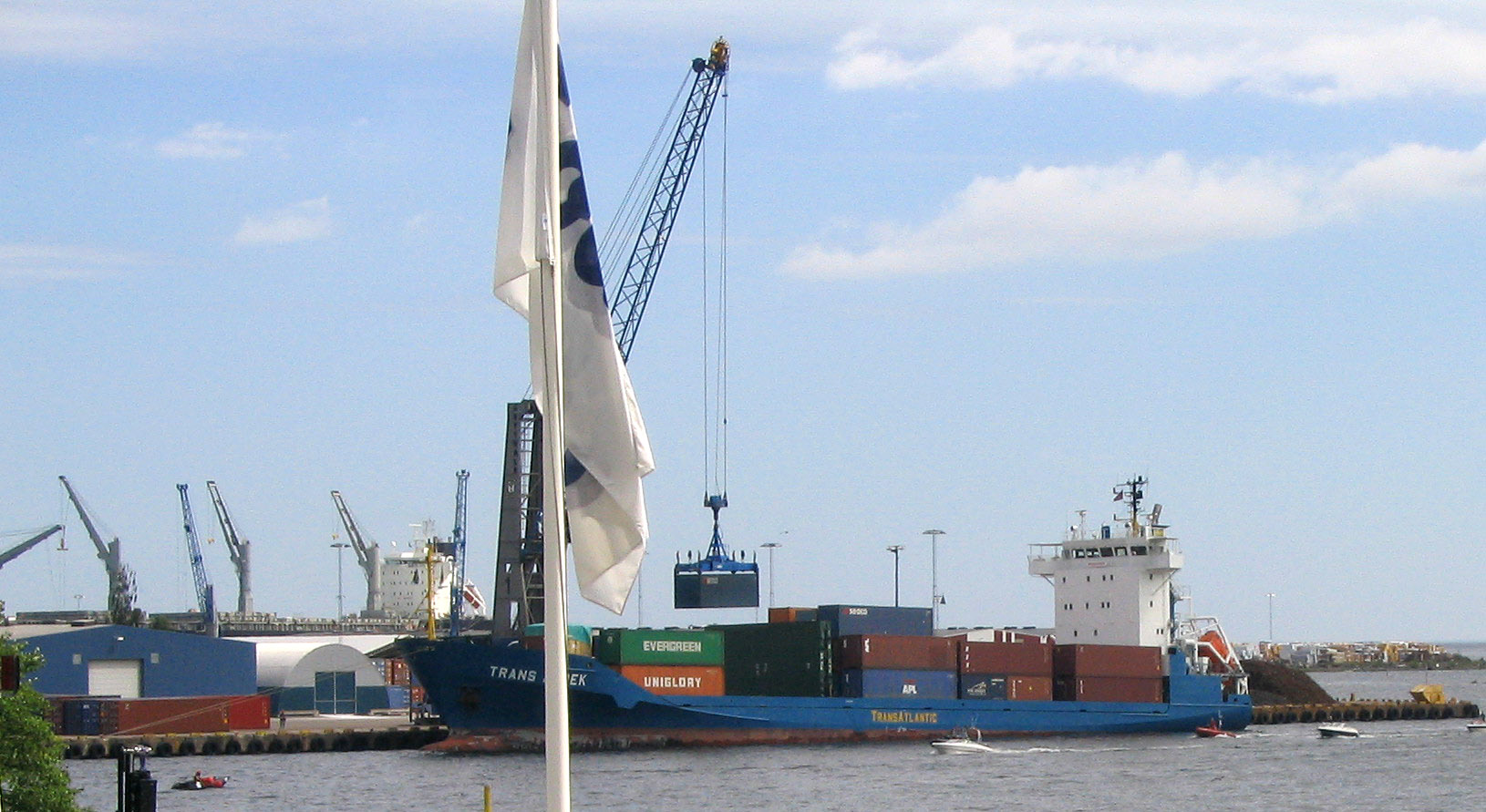
Порт в Оскарсгамні
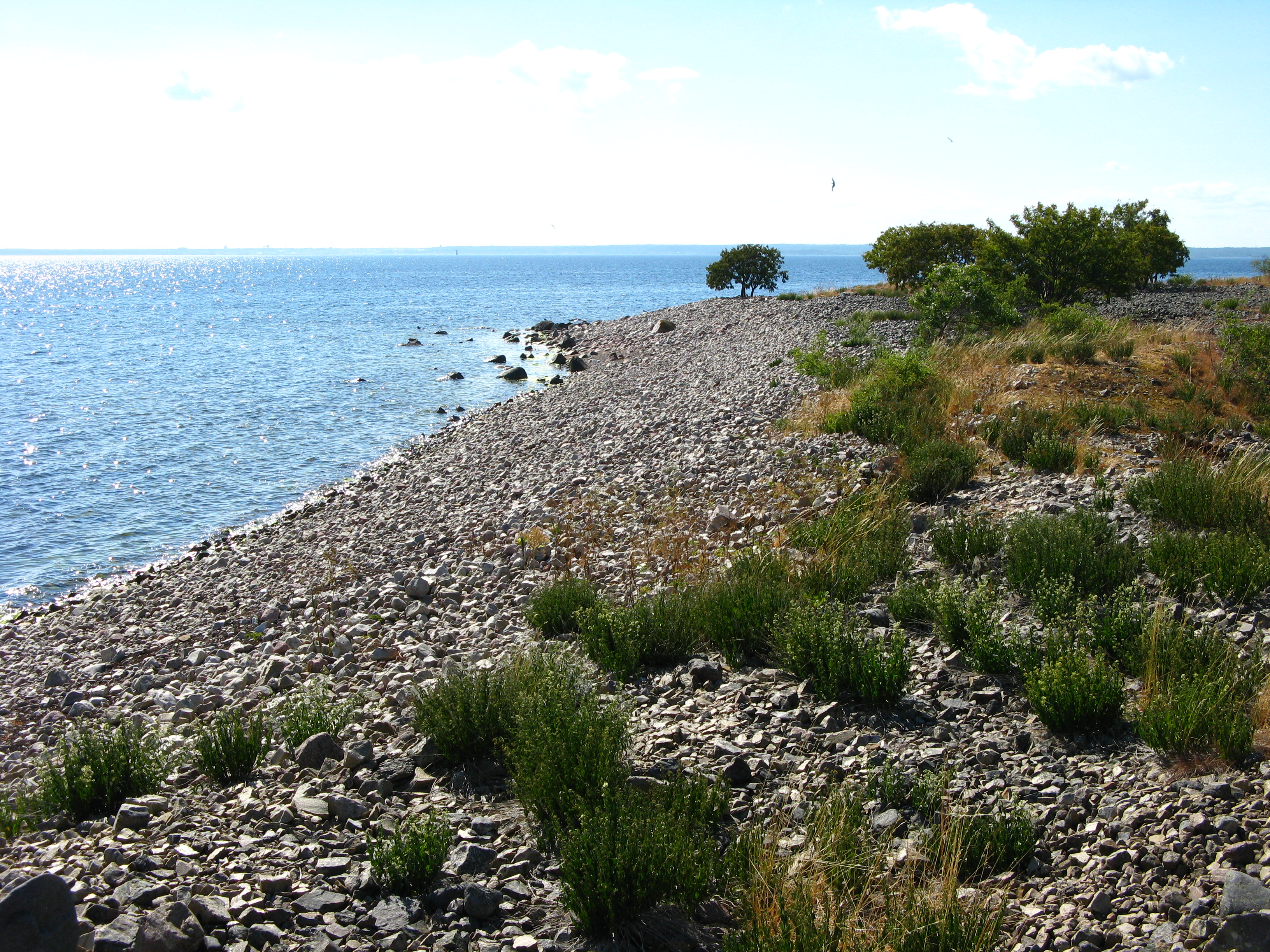
Острів Фур

## Виноски
1. ↑  Andersson P. Sveriges kommunindelning 1863-1993 — Mjölby: Draking, 1993. — 132 с. — ISBN 978-91-87784-05-7
2. ↑  Folkmangd i riket, lan och kommuner (шв.) . Центральне бюро статистики Швеції. Архів оригіналу за 20 серпня 2013. Процитовано 28 січня 2013.